# 歩兵第1連隊
歩兵第1連隊（ほへいだい1れんたい、歩兵第一聯隊（旧字体：步兵第一聯隊󠄁））は、大日本帝国陸軍の連隊のひとつ。
東京府東京市赤坂区（東京都赤坂区を経て現・港区）の檜町駐屯地を本拠とした。檜町駐屯地は主権回復後の1960年（昭和35年）から2000年（平成12年）まで防衛庁（現・防衛省）本庁が置かれ、市ヶ谷駐屯地に移った後は再開発されて東京ミッドタウンとなった。

## 沿革
1874年（明治7年）1月、最初の歩兵連隊として東京府赤坂檜町（現・東京都港区赤坂）で編成され、東京鎮台に属した。1888年（明治21年）に鎮台が廃止され師団制が布かれると、第1師団に属した。
- 1874年（明治7年）12月19日 - 軍旗拝受
- 1877年（明治10年） - 西南戦争に従軍、田原坂の戦いや城山の戦いに参加
- 1894年（明治27年） - 日清戦争に従軍
- 1904年（明治37年） - 日露戦争に従軍、旅順攻囲戦、奉天会戦に参加
- 1908年（明治41年）3月3日 - 過酷な射撃演習を理由に兵士32人が集団脱営[3]。
- 1936年（昭和11年）2月26日 - 二・二六事件に関与
- 1939年（昭和14年）5月 - ノモンハン事件勃発
  - 7月 - 速射砲中隊が派遣される
  - 8月28日 - 連隊主力が派遣される
- 1944年（昭和19年）10月20日 - 上海から出港、フィリピンへ
  - 11月1日 - レイテ島オルモックに上陸
- 1945年（昭和20年）8月 - 終戦

## 歴代連隊長
| 代 | 氏名         | 在任期間               | 備考                       |
| -- | ------------ | ---------------------- | -------------------------- |
| 1  | 長谷川好道   | 1873.5.14 -            | 心得（少佐）、1873.11.中佐 |
| 2  | 乃木希典     | 1878.1.26 -            | 中佐、1880.4.大佐          |
| 3  | 山沢静吾     | 1883.2.12 - 1884.2.13  |                            |
| 4  | 立見尚文     | 1884.2.14 -            | 中佐                       |
| 5  | 井上光       | 1885.5.26 -            | 中佐、1888.11.大佐         |
| 6  | 比志島義輝   | 1889.9.11 -            |                            |
| 7  | 隠岐重節     | 1892.9.8 -             | 中佐、1894.12.大佐         |
| 8  | 斎藤太郎     | 1895.12.26 - 1901.11.3 | 中佐、1897.10.大佐         |
| 9  | 丸井政亜     | 1901.11.3 - 1903.1.13  |                            |
| 10 | 小原正恒     | 1903.1.13 -            | 中佐、1903.12.大佐         |
| 11 | 寺田錫類     | 1904.5.26 -            | 中佐                       |
| 12 | 生田目新     | 1904.12.13 -           | 中佐                       |
| 13 | 小原正恒     | 1906.3.14 - 1907.5.7   |                            |
| 14 | 宇都宮太郎   | 1907.5.7 - 1908.12.21  |                            |
| 15 | 与倉喜平     | 1908.12.21 - 1912.3.5  |                            |
| 16 | 朝久野勘十郎 | 1912.3.5 - 1913.8.31   |                            |
| 17 | 市瀬敬三郎   | 1913.8.31 - 1916.8.18  |                            |
| 18 | 天野邦太郎   | 1916.8.18 -            |                            |
| 19 | 小泉六一     | 1918.3.13 -            |                            |
| 20 | 松本五左衛門 | 1919.4.15 -            | 大佐                       |
| 21 | 岩倉正雄     | 1923.8.6 -             |                            |
| 22 | 末松茂治     | 1924.8.20 -            |                            |
| 23 | 服部兵次郎   | 1927.7.26 -            |                            |
| 24 | 東條英機     | 1929.8.1 -             |                            |
| 25 | 篠塚義男     | 1931.8.1 - 1932.8.8    |                            |
| 26 | 渡久雄       | 1932.8.8 -             |                            |
| 27 | 本間雅晴     | 1933.8.1 -             |                            |
| 28 | 小藤恵       | 1935.8.1 - 1936.3.28   |                            |
| 29 | 牛島満       | 1936.3.28 -            |                            |
| 30 | 十川次郎     | 1937.3.1 -             |                            |
| 31 | 柳田元三     | 1938.7.15 -            |                            |
| 32 | 後藤光蔵     | 1939.8.1 -             |                            |
| 33 | 浅見敏彦     | 1940.7.1 -             |                            |
| 末 | 揚田虎巳     | 1942.8.1 -             |                            |

## 関連文献
- 外山操・森松俊夫編著『帝国陸軍編制総覧』芙蓉書房出版、1987年。
- 秦郁彦編『日本陸海軍総合事典』第2版、東京大学出版会、2005年。
- 外山操編『陸海軍将官人事総覧 陸軍篇』芙蓉書房出版、1981年。